# 小田急花鳥山脈
小田急花鳥山脈（おだきゅう・かちょうさんみゃく）は、かつて静岡県富士宮市の富士山麓、田貫湖南岸にあった小田急電鉄経営のレジャー施設である。

## 概要
1970年4月1日にオープン。約67万平方メートルの広さの森と湖の大自然公園で、園内には野鳥園、長者ガ池の大噴水、ボートに乗れる天子沼、芝生広場や森林の中の遊歩道、ミニ遊園地などがあった。四季折々の花が楽しめ、多くの野鳥を見ることができた。このほかオリエンテーリング、ウォーキングラリー、サイクリングなどが楽しめ、フラワーカーと呼ばれた車が園内を周る足となっていた。
しかし、少子化、レジャーの多様化により集客数は減少し、営業継続は困難なことから1998年3月に閉園した。跡地は、日本大学が2001年に10億円で購入し、花鳥山脈実習所として、生物資源科学部が使う実習地などに利用されている